# Bathyporania
Bathyporania is een geslacht van zeesterren uit de familie Poraniidae.

## Soort
- Bathyporania ascendens Mah & Foltz, 2014